# Voriconazol
Voriconazolul este un antifungic derivat de triazol, fiind utilizat în tratamentul unor micoze. Căile de administrare disponibile sunt intravenoasă și orală.
Molecula a fost patentată în 1990 și a fost aprobată pentru uz medical în Statele Unite ale Americii în anul 2002. Se află pe lista medicamentelor esențiale ale Organizației Mondiale a Sănătății. Este disponibil sub formă de medicament generic.

## Utilizări medicale
Voriconazolul este utilizat în tratamentul următoarelor infecții fungice:
- aspergiloză invazivă (nu de primă intenție) - intravenos
- candidoze, candidemie și alte infecții candidozice, rezistente la fluconazol
- fusarioză
- coccidioidomicoză, paracoccidioidomicoză, histoplasmoză.

## Reacții adverse
Principalele efecte adverse asociate tratamentului cu itraconazol sunt: probleme de auz, halucinații, depresie, anxietate, greață, vomă, tulburări gastrice, cefalee.